# MKS Kalisz (piłka ręczna)
Energa Miejski Klub Sportowy Kalisz – polski męski klub piłki ręcznej, powstały w 2007 w Kaliszu. Od 2017 występuje w Superlidze.

## Historia
Klub powstał w 2007, przystępując do rywalizacji w II lidze. W sezonie 2011/2012 zajął w swojej grupie 2. miejsce, premiowane grą w barażach o awans do I ligi. W pierwszej rundzie barażów, która odbyła się 5 i 12 maja 2012, kaliska drużyna pokonała Wisłę Sandomierz (44:32; 33:28), natomiast w drugiej fazie, którą rozegrano 19 i 27 maja 2012, przegrała z ŚKPR Świdnica (29:27; 25:29), nie uzyskując promocji. W związku powiększeniem I ligi, którego ZPRP dokonał 31 maja 2012, MKS Kalisz przystąpił jednak do gry w I lidze w sezonie 2012/2013. Początkowo klub występował jako KPR Szczypiorno Kalisz, a od 2011 jako MKS Kalisz.
W debiutanckim sezonie 2012/2013 w I lidze MKS Kalisz wygrał 12 meczów, cztery zremisował i 10 przegrał, zajmując z dorobkiem 28 punktów 5. miejsce w tabeli. Wynik ten powtórzył w sezonie 2013/2014, w którym odniósł 15 zwycięstw, zanotował cztery remisy i poniósł siedem porażek. W sezonie 2014/2015 uplasował się na 11. pozycji (10 wygranych, jeden remis i 15 porażek; zgromadził 21 punktów). W maju 2015 doszło w klubie do zmian organizacyjnych – zarząd KPR Szczypiorno Kalisz zakończył współpracę w zakresie zarządzania sekcją piłki ręcznej w ramach MKS-u Kalisz, co uzasadniał medialnymi doniesieniami o prowadzonych przez władze miasta rozmowami z Bartłomiejem Jaszką i Pawłem Ruskiem na temat stworzenia zespołu na kolejny sezon.
W sezonie 2015/2016 MKS Kalisz powrócił do czołówki I ligi – wygrał 15 meczów, dwa zremisował, a dziewięć przegrał i z dorobkiem 32 punktów zajął 5. miejsce w tabeli. W 2016 grającym trenerem drużyny został Bartłomiej Jaszka. W sezonie 2016/2017 kaliski zespół odniósł 21 zwycięstw, zanotował jeden remis i poniósł cztery porażki, plasując się w tabeli I ligi grupy B na 1. pozycji z dorobkiem 43 punktów.
Latem 2017 MKS Kalisz pozyskał m.in. wicemistrza świata Zbigniewa Kwiatkowskiego i reprezentantów Białorusi: Kiryła Kniazieua i Dzianisa Kryckiego. Wystąpił następnie o licencję na grę w Superlidze w sezonie 2017/2018, którą otrzymał pod koniec czerwca 2017. W najwyższej polskiej klasie rozgrywkowej MKS Kalisz zadebiutował 2 września 2017, przegrywając u siebie z Vive Kielce (20:36). Pierwsze zwycięstwo odniósł 17 września 2017, pokonując w meczu domowym Stal Mielec (30:27). W listopadzie 2017 sponsorem tytularnym klubu została spółka Energa. W sezonie zasadniczym 2017/2018 kaliska drużyna wygrała 14 spotkań, a 16 przegrała. Z dorobkiem 48 punktów uplasowała się na 8. miejscu w tabeli zbiorczej i 4. pozycji w grupie pomarańczowej. Pokonała następnie Zagłębie Lubin (26:27; 36:24) w rywalizacji o dziką kartę do fazy play-off. W 1/4 finału, której mecze odbyły się na początku maja 2018, przegrała z Vive Kielce (21:35; 22:43), odpadając z dalszej rywalizacji. Najlepszym strzelcem MKS-u Kalisz był Białorusin Kirył Kniazieu, który zdobył 154 gole. Ponadto dwaj zawodnicy kaliskiego zespołu – skrzydłowy Michał Drej i bramkarz Łukasz Zakreta – otrzymali w trakcie sezonu nagrodę dla najlepszego gracza miesiąca, a Marek Szpera, który dołączył do MKS-u w styczniu 2018, został nominowany do nagrody dla najlepszego bocznego rozgrywającego Superligi.
W 2018 w klubie doszło do kilku zmian kadrowych. Z drużyny odeszli Arkadiusz Galewski, Filip Jarosz i Edin Tatar, a dołączyli do niej Piotr Adamczak, Arciom Padasinau, Maciej Pilitowski i Błażej Potocki. W pierwszej części sezonu 2018/2019 MKS rozczarował swoją postawą – w 14 rozegranych meczach odniósł tylko trzy zwycięstwa (pokonał Stal Mielec, Chrobrego Głogów i Pogoń Szczecin). Poskutkowało to zmianą trenera – w styczniu 2019 Pawła Ruska zastąpił Szwed Patrik Liljestrand. Pod wodzą nowego szkoleniowca kaliski zespół zaczął prezentować się lepiej. Do końca rundy zasadniczej wygrał sześć z 12 meczów, w tym w 26. kolejce pokonał wyżej notowany MMTS Kwidzyn po serii rzutów karnych (23:23; k. 4:2). Lepsze wyniki w rundzie rewanżowej nie pozwoliły jednak MKS-owi wydostać się z dolnej część tabeli. Z dorobkiem 26 punktów zespół zakończył fazę zasadniczą na 11. pozycji. W połowie kwietnia 2019 kaliska drużyna wraz z pięcioma innymi zespołami przystąpiła do rywalizacji o utrzymanie. W fazie spadkowej odniosła osiem zwycięstw w 10 meczach, kończąc zmagania na 1. miejscu i bezpiecznie utrzymując się w Superlidze. Najlepszymi strzelcami MKS-u byli: Marek Szpera (144 bramki), Michał Drej (142 bramki) i Kirył Kniazieu (123 bramki). Ponadto Szpera otrzymał nominację do nagrody dla najlepszego bocznego rozgrywającego Superligi, a Maciej Pilitowski został nominowany w kategorii środkowy rozgrywający. W sezonie 2018/2019 MKS Kalisz dotarł też do półfinału Pucharu Polski, eliminując po drodze: MMTS Kwidzyn (1/16 finału), Piotrkowianina Piotrków Trybunalski (1/8 finału) i Górnika Zabrze (1/4 finału). Z Pucharu Polski kaliszanie odpadli 5 marca 2019 po porażce z Vive Kielce (23:25) w 1/2 finału.
Od listopada 2021 trenerem był Paweł Noch. We wrześniu 2023 zastąpił go Rafał Kuptel.

## Sukcesy
- Superliga:
  - 7. miejsce: 2017/2018
  - 9. miejsce: 2018/2019
  - 6. miejsce: 2019/2020, 2020/2021, 2021/2022
- I liga (gr. B):
  - 1. miejsce: 2016/2017
- Puchar Polski:
  - 1/2 finału: 2018/2019

## Drużyna

### Kadra w sezonie 2023/2024
| Nr                                              | Zawodnik             | Pozycja      | Data ur.   | Wzrost |
| ----------------------------------------------- | -------------------- | ------------ | ---------- | ------ |
| 1                                               | Kacper Sobczak       | bramkarz     | 03.03.2007 | -      |
| 3                                               | Piotr Krępa          | obrotowy     | 14.04.1988 | 185    |
| 5                                               | Matija Starcevic     | rozgrywający | 08.07.2000 | 193    |
| 9                                               | Tomas Nejdl          | rozgrywający | 21.06.1997 | 188    |
| 10                                              | Bartosz Kowalczyk    | rozgrywający | 18.12.1996 | 191    |
| 11                                              | Mateusz Kus          | obrotowy     | 14.07.1987 | 200    |
| 35                                              | Miłosz Bekisz        | skrzydłowy   | 19.12.1996 | 188    |
| 12                                              | Krzysztof Szczecina  | bramkarz     | 25.07.1990 | 191    |
| 17                                              | Mateusz Góralski     | skrzydłowy   | 17.01.1994 | 178    |
| 19                                              | Gracjan Wróbel       | rozgrywający | 27.09.2002 | 191    |
| 13                                              | Michał Drej          | skrzydłowy   | 04.12.1990 | 188    |
| 23                                              | Konrad Pilitowski    | rozgrywający | 15.06.2000 | 185    |
| 24                                              | Maciej Pilitowski    | rozgrywający | 27.10.1990 | 188    |
| 15                                              | Patryk Biernacki     | rozgrywający | 05.02.1996 | 195    |
| 44                                              | Ognjen Karlas        | rozgrywający | 07.08.2001 | 196    |
| 48                                              | Wiktor Karpiński     | obrotowy     | 18.03.2003 | 198    |
| 96                                              | Jan (Honza) Hrdlička | bramkarz     | 10.11.1996 | 194    |
| Źródło: Energa MKS Kalisz. [dostęp 2023-09-17]. |                      |              |            |        |

### Transfery
Transfery w sezonie 2021/2022
| Przybyli - Bartłomiej Tomczak (Górnik Zabrze) - Miłosz BekiszChrobry Głogów - Kamil Pedryc(SPR Tarnów) | Odeszli - Kamil Adamski (Ostrovia Ostrów Wlkp.) - Krzysztof Misiejuk (???) - Szymon Famulski (???) - Michał Czerwiński (SG Uni Greifswald/Loitz) |

Transfery w sezonie 2020/2021
| Przybyli - Mateusz Kus (HK Motor Zaporoże) - Kacper Adamski (MMTS Kwidzyn) - Michał Czerwiński (Grunwald Poznań) - Stanisław Makowiejew (Chrobry Głogów) - Piotr Krępa (Stal Mielec) - Mateusz Góralski (Wisła Płock) - Gracjan Wróbel (Ostrovia Ostrów Wielkopolski) | Odeszli - Casper Liljestrand (SPR Tarnów) - Kirył Kniazieu (SPR Tarnów) - Dzianis Krycki (Stal Mielec) - Arkadiusz Galewski (MKS Wieluń) - Artur Bożek (MKS Wieluń) - Artur Klopsteg (Nielba Wągrowiec) - Mykola Maliarewicz (Gwardia Koszalin) - Paweł Gąsiorek (Nielba Wągrowiec) - Bartosz Wojdak (Stal Mielec) |

## Bilans występów

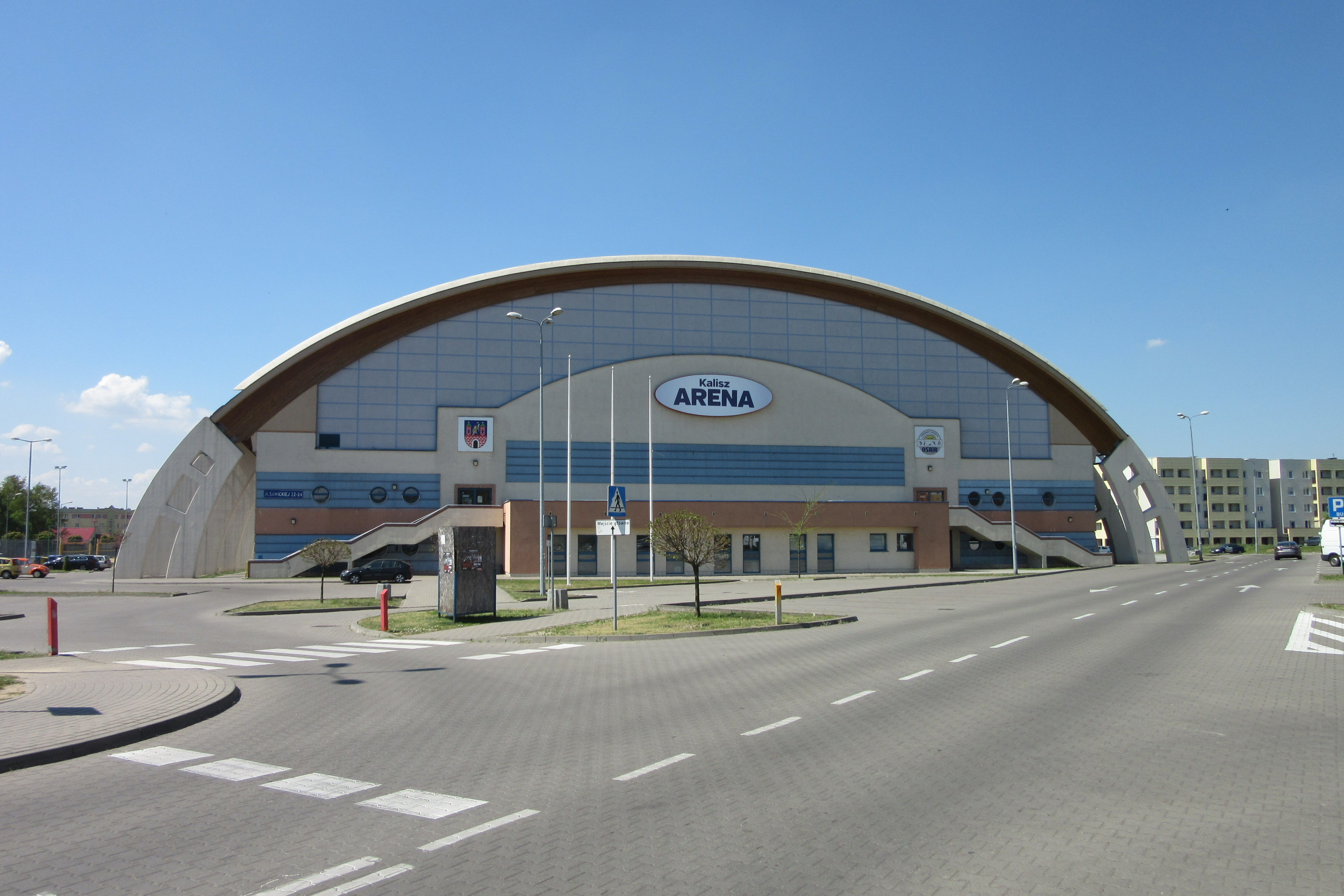
MKS Kalisz rozgrywa mecze domowe w mogącej pomieścić 3164 widzów Arenie Kalisz

| Sezon     | Liga      | Msc. | M   | Z   | R  | P   | Bramki      | +/–  | Pkt. | Uwagi                                       |
| --------- | --------- | ---- | --- | --- | -- | --- | ----------- | ---- | ---- | ------------------------------------------- |
| 2007/2008 | II liga   | 4    | 24  | 16  | 1  | 7   | 804–695     | +109 | 33   |                                             |
| 2008/2009 | II liga   | 5    | 26  | 18  | 2  | 6   | 863–697     | +166 | 38   |                                             |
| 2009/2010 | II liga   | 4    | 24  | 16  | 1  | 7   | 805–640     | +165 | 33   |                                             |
| 2010/2011 | II liga   | 5    | 26  | 17  | 3  | 6   | 803–649     | +154 | 37   |                                             |
| 2011/2012 | II liga   | 2    | 24  | 20  | 0  | 4   | 811–580     | +231 | 40   |                                             |
| 2012/2013 | I liga    | 5    | 26  | 12  | 4  | 10  | 790–788     | +2   | 28   |                                             |
| 2013/2014 | I liga    | 5    | 26  | 15  | 4  | 7   | 775–694     | +81  | 34   |                                             |
| 2014/2015 | I liga    | 11   | 26  | 10  | 1  | 15  | 749–787     | –38  | 21   |                                             |
| 2015/2016 | I liga    | 5    | 26  | 15  | 2  | 9   | 706–690     | +16  | 32   |                                             |
| 2016/2017 | I liga    | 1    | 26  | 21  | 1  | 4   | 769–656     | +113 | 43   |                                             |
| 2017/2018 | Superliga | 7    | 34  | 15  | 0  | 19  | 860–948     | –88  | 48   | Porażka w 1/4 finału play-off z Vive Kielce |
| 2018/2019 | Superliga | 9    | 36  | 17  | 0  | 19  | 926–957     | –31  | 50   | 1. miejsce w fazie spadkowej – utrzymanie   |
| 2019/2020 | Superliga | 6    | 24  | 11  | 0  | 13  | 611-658     | -47  | 33   | 6. miejsce                                  |
| 2020/2021 | Superliga | 6    | 26  | 13  | 0  | 13  | 688-704     | -16  | 37   | 6. miejsce                                  |
| 2021/2022 | Superliga | 6    | 26  | 14  | 0  | 12  | 731-713     | +18  | 40   | 6. miejsce                                  |
| 2022/2023 | Superliga | 12   | 26  | 8   | 0  | 18  | 639-729     | -90  | 23   | 12. miejsce                                 |
| 2023/2024 | Superliga | 6    | 30  | 14  | 0  | 16  | 764-830     | -66  | 38   | 6. miejsce                                  |
| 2024/2025 | Superliga | 8    | 30  | 11  | 0  | 19  | 818-896     | -78  | 35   | 8. miejsce                                  |
| Razem     | Razem     | –    | 486 | 263 | 19 | 204 | 14014–13425 | +589 | 643  | –                                           |